# 타임 투 러브 (2014년 영화)
《타임 투 러브》(영어: Playing It Cool)는 2014년 공개된 미국의 로맨틱 코미디 영화이다.

## 출연
- 크리스 에번스 - 나 역
- 미셸 모너핸 - 그녀 역
- 토퍼 그레이스 - 스콧 역
- 요안 그리피드 - 스터피 역
- 오브리 플라자 - 맬러리 역
- 마틴 스타 - 라일 역
- 필립 베이커 홀 - 할아버지 역
- 루크 윌슨 - 샘슨 역
- 앤서니 매키 - 브라이언 역
- 애슐리 티즈데일 - 본인 역
- 매슈 모리슨 - 본인 역
- 패트릭 워버턴 - 헤지 펀드 운용가 역